# Hamburg (Arkansas)
|  | Dieser Artikel wurde aufgrund von inhaltlichen Mängeln auf der Qualitätssicherungsseite des Projektes USA eingetragen. Hilf mit, die Qualität dieses Artikels auf ein akzeptables Niveau zu bringen, und beteilige dich an der Diskussion! Eine nähere Beschreibung der zu behebenden Mängel fehlt. |

Hamburg ist eine Stadt in Arkansas in den Vereinigten Staaten, unweit des Mississippi gelegen. Sie ist Sitz der Countyverwaltung (County Seat) des Ashley Countys. Das U.S. Census Bureau hat bei der Volkszählung 2020 eine Einwohnerzahl von 2.536 ermittelt. Hamburg hat eine Fläche von 8,8 km² und wurde 1861 gegründet.

## Wirtschaft
In der Stadt sind Textilfabriken (Baumwolle), Speditionen, Sägewerk, Lautsprecherfabrik, Forst- und Landwirtschaft ansässig.

## Bildung
Es gibt eine High School mit 1532 Schülern.

## Persönlichkeiten

### Söhne und Töchter der Stadt
- Scottie Pippen (* 1965), ehemaliger Basketballspieler
- Chase Outlaw (* 23. Juni 1992), Bullrider der PBR